# Блок Кернеса — Успішний Харків
Блок Кернеса — Успішний Харків — політична партія, зареєстрована 12 квітня 2016 року. Засновником і першим головою політичної партії де-факто був Геннадій Кернес, який створив її з метою участі на місцевих виборах в Харківській області, як до міської, так і до обласної рад.

## Історія

### Назва
- 12 Квітня 2016 – 17 Жовтня 2019: Унітарна Європейська Україна[2]
- з 17 Жовтня 2019: Блок Кернеса — Успішний Харків

### Заснування

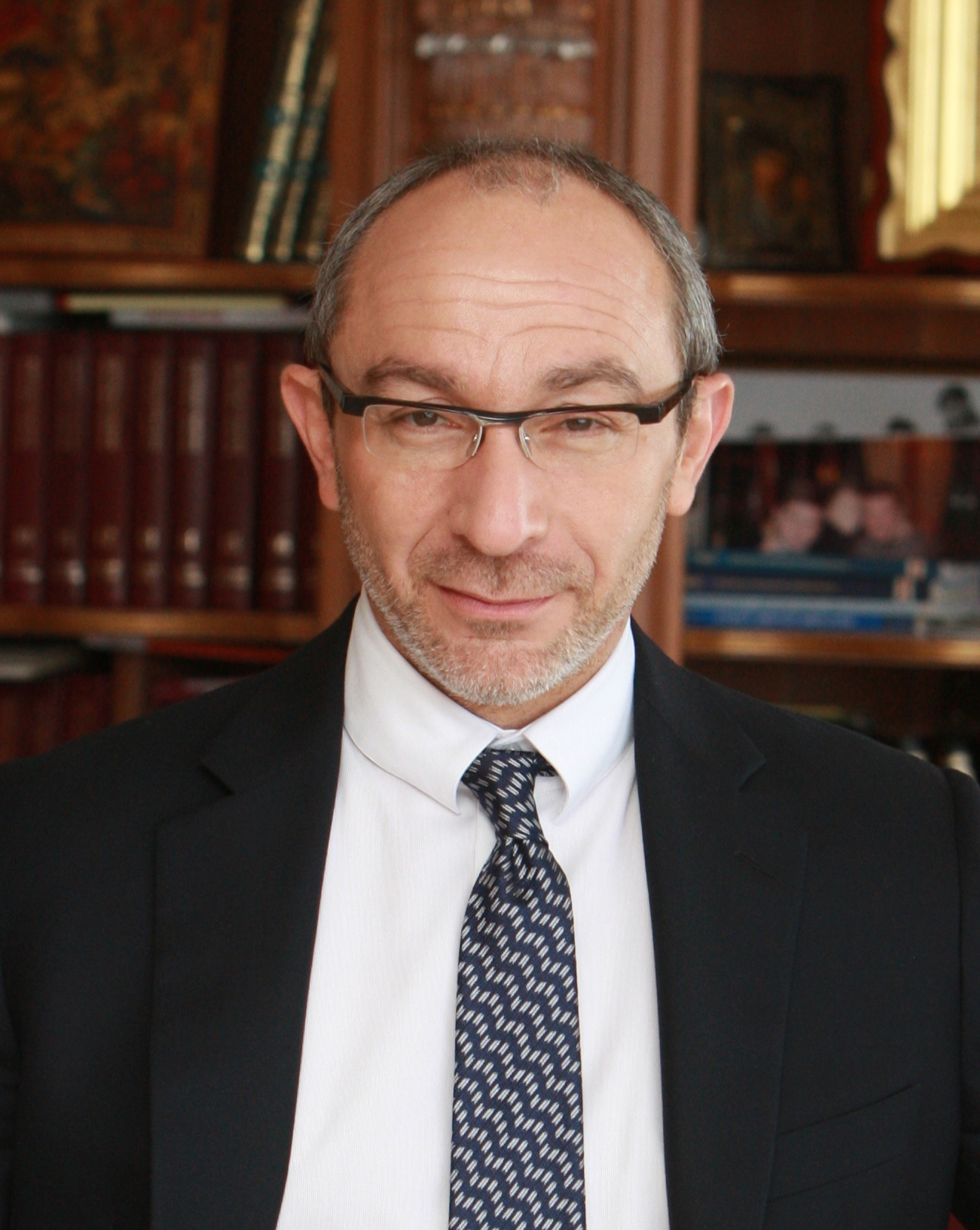
Геннадій Адольфович Кернес

2 червня 2019 року в Харкові відбувся установчий з'їзд нової партії «Довіряй ділам», двома співголовами якої були обрані міські голови Харкова та Одеси – Геннадій Кернес та Геннадій Труханов.
На парламентських виборах у липні 2019 року Кернес і Труханов потрапили до першої десятки партійного списку Опозиційного блоку. Однак загальнонаціональний список цієї партії здобув лише 3,23% голосів, не подолавши 5% виборчого бар'єру та не дозволивши Кернесу потрапити до Верховної Ради.
В кінці 2019 року партія була перейменована в «Блок Кернеса — Успішний Харків», після чого навколо партії стало ходити багато чуток про її участь у місцевих виборах 2020 року на чолі з Геннадієм Кернесом, що сам Кернес не відкидав.
Вже на початку 2020 року Кернес заявив, що йде на вибори до Харківської міської ради зі своїм блоком, без проекту «Довіряй ділам», який вів разом з Геннадієм Трухановим і без «Опозиційного блоку», який не став на місцевих виборах брати участь єдиним фронтом на користь дрібних виборчих блоків, таким як «Блок Вадима Бойченко», Блок Вілкула «Українська перспектива», партія Володимира Буряка «Єднання» і партія Геннадія Труханова «Довіряй ділам».

### Участь у місцевих виборах 2020/2021

Підтримка партії на місцевих виборах у Харкові 2020 року (позначено зеленим кольором)

На місцевих виборах 2020 року Геннадій Кернес переміг в першому турі голосування з результатом 61,2 %, а «Блок Кернеса — Успішний Харків» отримав результат в 37,98 % в Харківській міській раді і 30,1 % до Харківської обласної ради.

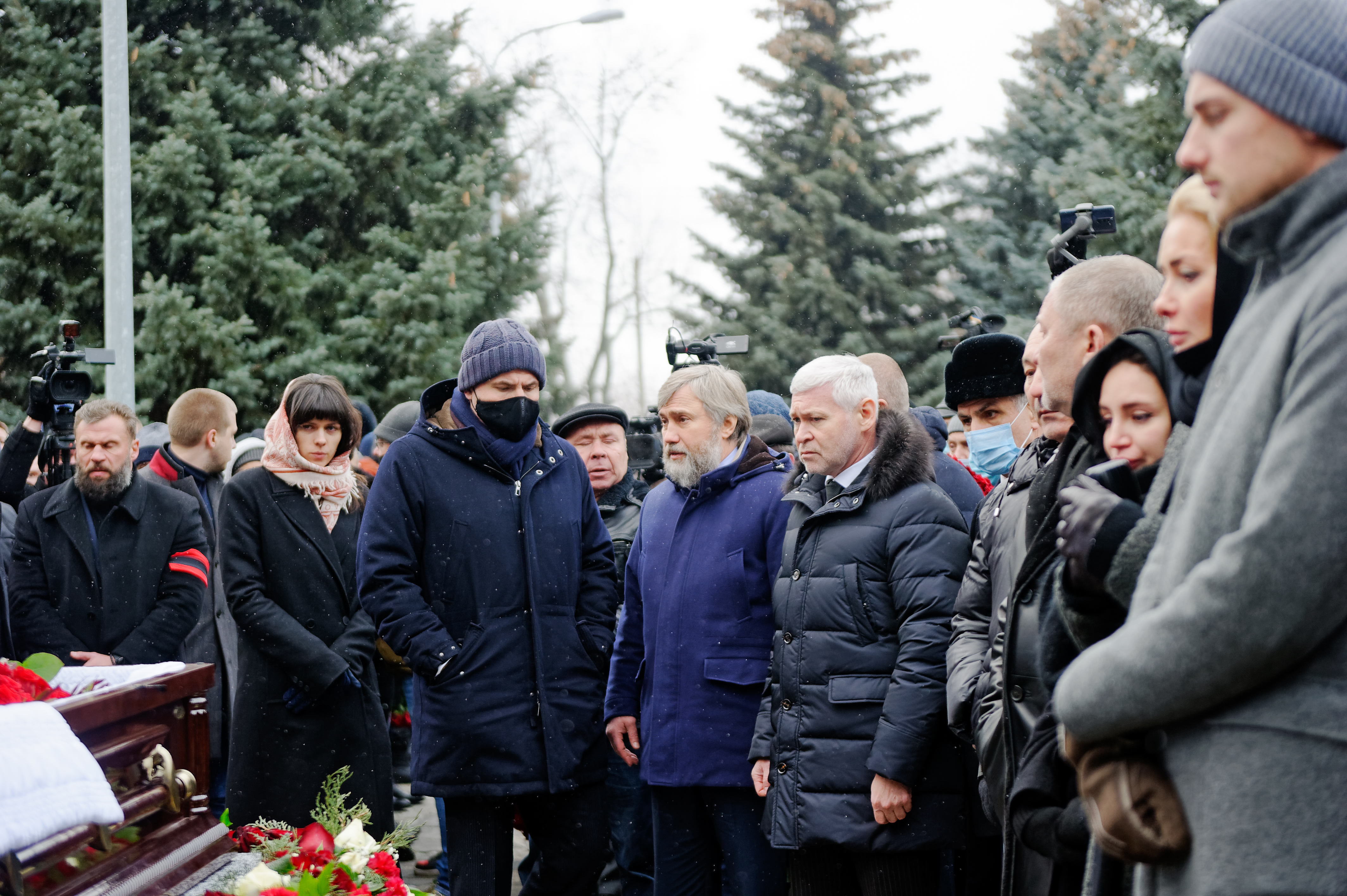
Ігор Терехов на похоронах Геннадія Кернеса

Кернес помер 17 грудня 2020 року. Позачергові вибори мера Харкова були призначені на 31 жовтня 2021 року. На цих виборах «Блок Кернеса — Успішний Харків» висунув кандидатом у мери Ігоря Терехова. Терехов виконував обов’язки Харківського міського голови з 24 грудня 2020 року. На виборах Терехов офіційно переміг на виборах, набравши 50,66% голосів. На позачерговій сесії Харківської міської ради 11 листопада 2021 року Терехов склав присягу нового міського голови Харкова.

#### Після виборів
З перших днів російського вторгнення в Україну «Блок Кернеса – Успішний Харків» зайняв проукраїнську позицію. Незважаючи на позицію політичної партії, серед її членів був поширений колабораціонізм. Так, мер Балаклії Іван Столбовий погодився на співпрацю зі ЗС РФ. Деякі представники інших місцевих рад від Блоку Кернеса також почали співпрацю з російською окупаційною адміністрацією.

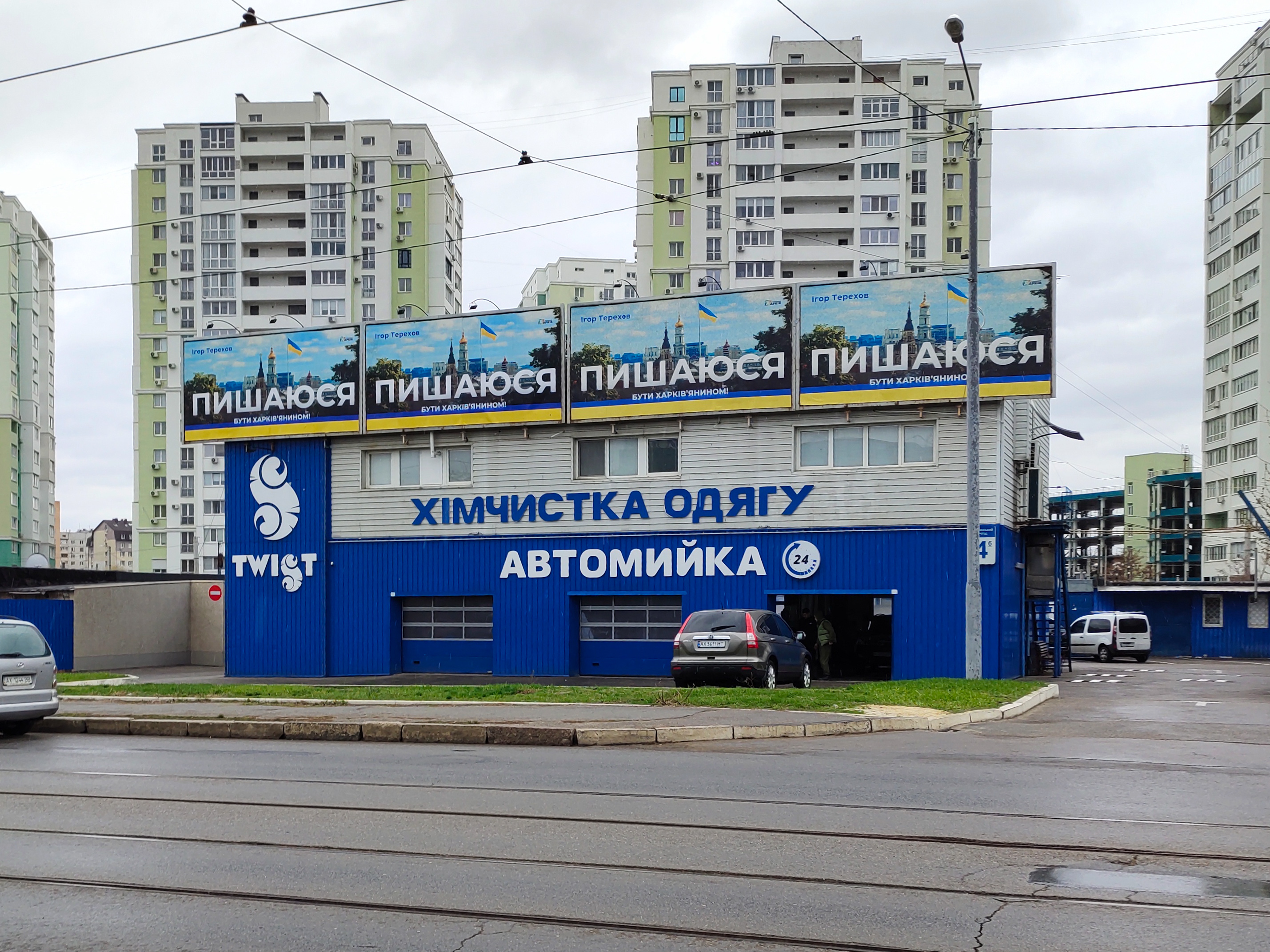
Плакати Ігоря Терехова та політичної сили «Успішний Харків» у 2025 році. Текст: «Пишаюся бути харків’янином!»

1 грудня 2022 року депутати від партії «з технічних причин» (не змогли знайти електрику та підключитися до інтернету) не з'явилися на сесію Харківської обласної ради, яка мала проходити у режимі онлайн і під час якої планувалося розглянути питання перейменування Харківського державного академічного драматичного театру імені О. С. Пушкіна, присудження звання почесного громадянина Харківської області (серед кандидатур також є депутат від «Успішного Харкова» Олега Каратуманова, в минулому член «Партії регіонів») та прийняття на баланс оборонних фортифікаційних споруд у Харківській області. Також на сесію не з'явилися і депутати від фракції «Відновлення України» (колишньої «ОПЗЖ»).
У 2023 році старший син покійного Геннадія Кернеса, Кирило Кернес, різко розкритикував політичну силу «Успішний Харків», звинувативши своїх колишніх однопартійців в узурпації влади в місті. Це сталося через рік після того, як Кирила Кернеса офіційно виключили з фракції «Блок Кернеса — Успішний Харків» у Харківській обласній раді. Водночас він оголосив про намір балотуватися на посаду мера Харкова на наступних місцевих виборах, щоб продовжити політику свого батька.
У квітні 2025 року колишній заступник Харківського міського голови Андрій Руденко, який співпрацював з партією «Батьківщина» щонайменше з зими 2025 року, вийшов з партії та фракції «Блок Кернеса — Успішний Харків» у Харківській міській раді. Через три місяці Руденка взяли під варту у справі про розкрадання коштів на будівництво укріплень під час Битви за Харків.

## Ідеологія
Партія декларує 30 стратегічних кроків для розвитку Харківської області та самого Харкова. По відношенню до центральної влади позиціонує себе як опозиційна, а між Геннадієм Кернесом і колишнім головою Харківської ОДА Олексієм Кучером складалися досить напружені відносини. На думку політологів, партія є регіоналістською за ідеологією.
Партія була сформована переважно з колишніх членів Партії регіонів і займала помірковану проросійську позицію. Після російського вторгнення в Україну партія зайняла проукраїнську позицію, незважаючи на те, що серед членів партії був широко поширений колабораціонізм.
Опоненти Кернеса звинувачували його у встановленні особистої влади в Харкові, корупції та розкраданні бюджету на різних міських проектах. Зокрема, Кернеса звинуватили у створенні мафіозного клану в Харкові та величезному тиску на малий і середній бізнес.

## Молодіжне крило партії
У 2021 році було створено молодіжне крило політичної партії «Блок Кернеса — Успішний Харків». Сьогодні молодь цієї політичної сили активно долучається до організації наукових, культурних, спортивних, екологічних і просвітницьких заходів, а також бере участь у формуванні та розвитку молодіжного середовища в Харкові.

## Керівництво

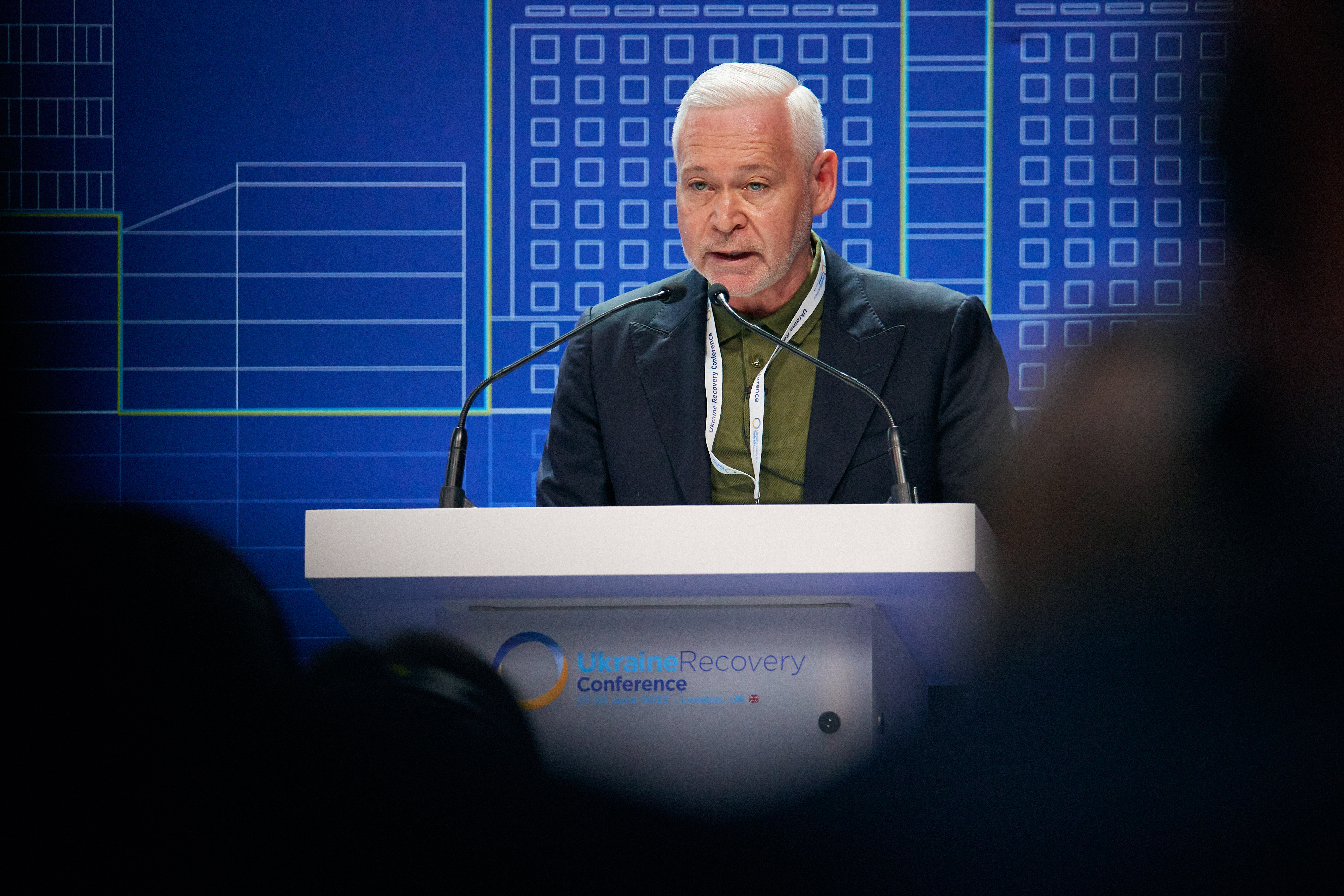
Ігор Терехов, мер Харкова, виступає на Конференції з відновлення України 2023 у Гринвічі, Велика Британія

До 17 грудня 2020 року лідером партії був мер Харкова Геннадій Кернес, після його смерті партію очолив Ігор Терехов.
Голова партії — Тетяна Чечетова-Терашвілі
Голова фракції в Харківській міській раді — Олександр Новак
Голова фракції в Харківській обласній раді — Неллі Цибульник

## Результати на виборах

### Харківська міська рада
| Рік  | Голоси  | %     | Місць у раді | Місць отримано |
| ---- | ------- | ----- | ------------ | -------------- |
| 2020 | 117,470 | 37.98 | 34 / 85      | ▲ 34           |

### Харківська обласна рада
| Рік  | Голоси  | %    | Місць у раді | Місць отримано |
| ---- | ------- | ---- | ------------ | -------------- |
| 2020 | 211,952 | 30.1 | 46 / 120     | ▲ 46           |

### Виборимера Харкова
| Рік  | Кандидат        | Перший тур | Перший тур | Другий тур | Другий тур |
| Рік  | Кандидат        | Голоси     | %          | Голоси     | %          |
| ---- | --------------- | ---------- | ---------- | ---------- | ---------- |
| 2020 | Геннадій Кернес | 195,044    | 61.2%      |            |            |
| 2021 | Ігор Терехов    | 146,240    | 50.66%     |            |            |